# Akio Yoshida
Akio Yoshida (japanisch 吉田 明生 Yoshida Akio; * 3. Dezember 1986 in der Präfektur Kanagawa) ist ein japanischer Fußballspieler.

## Karriere
Yoshida erlernte das Fußballspielen in der Schulmannschaft der Buso High School und der Universitätsmannschaft der Tokai-Universität. Seinen ersten Vertrag unterschrieb er 2010 bei Arte Takasaki. Der Verein spielte in der dritthöchsten Liga des Landes, der Japan Football League. Für den Verein absolvierte er 17 Ligaspiele. 2011 wechselte er nach Yokohama zum YSCC Yokohama. Am Ende der Saison 2011 stieg der Verein in die Japan Football League auf. Am Ende der Saison 2013 stieg der Verein in die dritte auf.